# دويغي وود
دويغي وود (بالإنجليزية: Dougie Wood)‏ هو لاعب كرة قدم بريطاني في مركز نصف الجناح، ولد في 15 فبراير 1940 في ماسلبره في المملكة المتحدة. لعب مع ديري سيتي وريث روفرز ونادي سليغو روفرز ونادي سندرلاند ونادي شامروك روفرز ونادي شيلبورن ونادي لينفيلد.

## وصلات خارجية
- دويغي وود على موقع قاعدة بيانات كرة القدم.إي يو (الإنجليزية)
- دويغي وود على موقع عالم كرة القدم.نت (الإنجليزية)